# Salón de la Fama de las mujeres de Alaska
El Salón de la Fama de las mujeres de Alaska (AWHF) reconoce a las mujeres nativas o residentes del estado de Alaska de los Estados Unidos por sus éxitos significativos o contribuciones estatales. Fue concebido por la junta directiva de Alaska Women's Network (AWN) en conmemoración del 50 aniversario de la condición del estado de Alaska. La gran inauguración de cincuenta mujeres fue creada semanas después de ese aniversario, el 6 de marzo de 2009, con clases subsiguientes iniciadas cada año desde entonces. A partir del año 2015, 135 mujeres y una organización, las Hermanas de la Providencia, han sido honradas con su inclusión. Las principales organizaciones involucradas con AWHF son Zonta Club of Anchorage, YWCA, Alaska Women for Political Action, Anchorage Women's Commission, Universidad de Alaska Anchorage, Alaska Women's Network y ATHENA Society.

## Galardonadas
| Nombre                                        | Imagen | Nacimiento y muerte | Año clasificación | Área de éxito |
| --------------------------------------------- | ------ | ------------------- | ----------------- | --- |
| Audrey Aanes                                  |        | 1944 –              | 2012              | Defensora de las personas con discapacidad física |
| Elaine Abraham                                |        | 1929 – 2016         | 2011              | Primera enfermera registrada de la gente Tlingit. |
| Alberta Daisy Schenck Adams                   |        | 1928 – 2009         | 2010              | Activista de los derechos civiles de Iñupiat, cuyo desafío en 1944 a las políticas de segregación de Alaska fue un factor en la aprobación del proyecto de ley antidiscriminación de Alaska de 1945. |
| Annie Aghnaqa (Akeya) Alowa                   |        | 1924–1998           | 2016              | Yupik, activista ambiental de Alaska, sanadora y líder en defensa de la salud y la justicia para los pueblos indígenas. |
| Eleanor Andrews                               |        | 1944 –              | 2014              | Emprendedora cívica |
| Changunak Antisarlook Andrewuk (Sinrock Mary) |        | 1870 – 1948         | 2009              | De Iñupiaq y su ascendencia rusa, conocida como la Reina del Reno, se convirtió en la dueña de la manada de renos más grande de Alaska después de desafiar las leyes de Alaska que descalificaban a las mujeres para ser propietarias |
| Jane Ruth Angvik                              |        | 1948 –              | 2014              | Antigua asambleísta de Anchorage y miembro de la Comisión de la Carta de Anchorage |
| Evangeline Atwood                             |        | 1906 – 1987         | 2009              | Autora, historiadora y presidenta de la Alaska Statehood Association. |
| Arne (Buckley) Beltz                          |        | 1917 – 2013         | 2013              | Enfermera de salud pública. [11] El edificio que alberga el departamento de salud municipal de Anchorage (la ubicación original de lo que ahora es el Hospital Regional de Alaska) lleva su nombre. |
| Laura Mae (Beltz) Bergt                       |        | 1940 – 1984         | 2015              | Activista que presionó para la Ley del Arreglo de Reclamaciones de Nativos de Alaska |
| Gretchen T. Bersch                            |        | 1944 –              | 2012              | Defensora de la educación de adultos |
| Daisy Lee (Andersen) Bitter                   |        | 1928 –              | 2015              | Educador de ciencias |
| Lydia Black                                   |        | 1925 – 2007         | 2009              | Antropóloga |
| Rita (Pitka) Blumenstein                      |        | 1936 –              | 2009              | Anciana de los pueblos Yupik, primera practicante, certificada por el estado, de medicina tradicional |
| Connie Boochever                              |        | 1919 – 1999         | 2012              | Mecenas de las artes. |
| Judith "Judy" (King) Brady                    |        | 1941 –              | 2013              | Directora de política pública |
| Alice E. Brown                                |        | 1912 – 1973         | 2010              | Campeona de derechos nativos que ayudó a la aprobación de la Ley de asentamiento de reclamaciones de nativos de Alaska |
| Daphne Elizabeth Brown                        |        | 1948 – 2011         | 2013              | Arquitecta |
| Tikasuk "Emily" Brown (Ivanoff)               |        | 1904 – 1982         | 2009              | Educadora, cronista de la historia cultural de los Iñupiaq |
| Thelma Buchholdt                              |        | 1934 – 2007         | 2009              | Cámara de Representantes de Alaska, primera filipinoamericana para ejercer en una legislatura estatal de los Estados Unidos |
| Edith Bullock                                 |        | 1903 – 1994         | 2009              | Empresaria de flete en Nome y Kotzebue, Cámara de Representantes Territoriales de Alaska, Senado Territorial de Alaska |
| Susan Butcher                                 |        | 1954 – 2006         | 2009              | Ganadora en varios años del Iditarod Trail Sled Dog Race |
| Ellen "Nellie" Cashman                        |        | 1845 – 1925         | 2009              | Prospectora de oro, restauradora, abogada contra la violencia y contra ahorcamientos públicos, cuidadora de huérfanos |
| Orah Dee Clark                                |        | 1875 – 1965         | 2009              | Educadora, homónima de una escuela secundaria de Anchorage |
| L. Arlene "Buddy" Clay                        |        | 1912 –              | 2015              | Jueza. |
| Carol Comeau                                  |        | 1941 –              | 2009              | Superintendente del Distrito Escolar de Anchorage |
| Carolyn Covington                             |        | 1936 –              | 2013              | Educadora y defensora de las mujeres |
| Katharine "Kit" Crittenden                    |        | 1921 – 2010         | 2011              | Urbanista y preservación histórica |
| Marvel Crosson                                |        | 1904 – 1929         | 2009              | Aviadora |
| Betti Cuddy                                   |        | 1924 – 2010         | 2011              | Miembro de la familia que dirige laFirst National Bank Alaska, mecenas de las artes. |
| Lucy Evelyn (Huie Hon) Cuddy                  |        | 1889 – 1982         | 2015              | Líder cívica de Anchorage |
| Kathleen Dalton                               |        | 1925–               | 2016              | Activista comunitaria |
| Marie (Hanna) Darlin                          |        | 1925 –              | 2015              | Defensor de ciudadanos mayores |
| Nora Marks Dauenhauer (Keixwnéi)              |        | 1927 –              | 2010              | Documentalista de la cultura Tlingit. |
| Bettye J. Davis                               |        | 1938 –              | 2010              | Senadora de Alaska, Cámara de Representantes de Alaska |
| Mahala Ashley Dickerson                       |        | 1912 – 2007         | 2009              | Abogada pionera y defensora de los derechos civiles, primera propietaria en el valle de Matanuska-Susitna. |
| Beverly D. Dunham                             |        | 1932 –              | 2014              | Periodista y defensora de la comunidad |
| Neva Egan                                     |        | 1914 – 2011         | 2009              | Primera dama de Alaska después de la formación del Estado de Alaska. |
| Dana Fabe                                     |        | 1951 –              | 2009              | La primera mujer asociada a la justicia, así como la primera mujer juez principal de la Corte Suprema de Alaska. |
| Kay Fanning                                   |        | 1927 – 2000         | 2009              | Editora de Anchorage Daily News, y Christian Science Monitor. |
| Dolly Farnsworth                              |        | 1922 – 2014         | 2015              | Líder de la comunidad Soldotna. |
| Mary Jane (Evans) Fate                        |        | 1933 –              | 2014              | Líder de los Koyukon que dialogó para la Ley de Arreglo de Reclamaciones de Tierras Nativas de Alaska, copresidenta de la Comisión de Nativos de Alaska. |
| Helen Fischer                                 |        | 1912 – 1986         | 2009              | Delegada de la Convención Constitucional de Alaska, Cámara de Representantes Territoriales de Alaska y Cámara de Representantes de Alaska |
| Nan Elaine "Lanie" Fleischer                  |        | 1928 –              | 2011              | Activista comunitaria, fue la principal defensora para establecer el sistema de senderos Chester Creek en Anchorage |
| Carolyn Floyd                                 |        | 1933 –              | 2012              | Primera presidenta del Kodiak Community College |
| Lucy Frey                                     |        | 1932–               | 2009              | Educadora |
| Nora Venes Guinn                              |        | 1920 – 2005         | 2009              | Comisionada de los Estados Unidos, magistrada y jueza del Tribunal de Distrito en Bethel, primera nativa de Alaska y primera no abogado en ser nombrada juez estatal de Alaska |
| Dorothy Awes Haaland                          |        | 1918 – 1996         | 2009              | Delegada de la Convención Constitucional de Alaska, Cámara de Representantes Territoriales de Alaska, Fiscal Auxiliar de Alaska |
| Sandy Harper                                  |        | 1940–               | 2016              | Defensora del arte y emprendedora cultural |
| Lorene Harrison                               |        | 1905 – 2005         | 2009              | Educadora, activista comunitaria |
| Cornelia Hatcher                              |        | 1867 – 1953         | 2009              | Sufragista, defensora de la templanza. Permaneció en Alaska, y presionó al gobierno territorial recién formado por el derecho de las mujeres a votar, que fue la primera ley aprobada por la legislatura territorial, y por la aprobación de la Ley Bone Dry, que precedió y sobrevivió a la Decimoctava Enmienda a los Estados Unidos Constitución. |
| Hazel P. Heath                                |        | 1909 – 1998         | 2010              | Fundadora del Museo Pratt, propietaria de un negocio, activista comunitaria, trabajadora del Partido Republicano, alcalde de Homer. |
| Juanita Lou Helms                             |        | 1941–2009           | 2016              | Alcalde de Fairbanks North Star Borough de 1985 a 1991. |
| Mildred Robinson Hermann                      |        | 1891 – 1964         | 2009              | Abogada, delegada de la Convención Constitucional de Alaska, Comisión del Estado de Alaska, periodista y corresponsal de radio que informaba sobre la legislatura territorial. |
| Diddy R. M. (Seyd) Hitchins                   |        | 1945 –              | 2013              | Educadora de relaciones internacionales y profesora de ciencias políticas en la Universidad de Alaska Anchorage |
| Shirley Holloway                              |        | 1940 –              | 2010              | Educadora, Iniciativa de Escuelas de Calidad |
| Joerene Savikko Hout                          |        | 1934 –              | 2011              | De una familia de Douglas de larga tradición, influenciada por las experiencias de la infancia en la aldea india de Tsimshian, se convirtió en defensora de la educación sanitaria y el cuidado de los pueblos originarios. |
| Frances Howard                                |        | 1944 –              | 2009              | Primera mujer policía estatal de Alaska |
| Wilda G. "Burch" Hudson                       |        | 1924 – 2012         | 2012              | Servicio público y voluntario en el Ayuntamiento de Anchorage y Asamblea Municipal. |
| Karen L. (Lueck) Hunt                         |        | 1938 –              | 2013              | Jueza y educadora. |
| Celia Hunter                                  |        | 1919 – 2001         | 2009              | Ecologista y ecoturismo. |
| Katie Hurley                                  |        | 1921 –              | 2009              | Ayudante de Ernest Gruening, personal de la Convención Constitucional de Alaska, candidata demócrata para vicegobernadora en 1978, Cámara de Representantes de Alaska. |
| Joan Hurst                                    |        | 1927 – 2003         | 2013              | Defensora de la juventud. |
| Sarah Agnes James                             |        | 1946 –              | 2009              | Activista ecologista de Gwich'in, se opuso a la extracción de petróleo en el hábitat del caribú Porcupine. |
| Ruth Jefford                                  |        | 1914 – 2007         | 2009              | Aviadora, la primera operadora de taxi aéreo femenino de Alaska, primera piloto con licencia para enseñar en el Merrill Field. |
| Crystal Brilliant Jenne                       |        | 1884–1968           | 2016              | Miembro de la Cámara de Representantes del Territorio de Alaska. |
| Katie John                                    |        | 1915 – 2013         | 2014              | Anciana portadora de la cultura Ahtna que defendió los derechos de subsistencia nativos. |
| Margy K. Johnson                              |        | 1948–               | 2016              | Alcalde de Cordova y presidente de la Cámara de Comercio del Estado de Alaska [ |
| Marlene Johnson (Slath Jaa Klaa Lákooti)      |        | 1935 –              | 2010              | Servicio público, defensora de la gente de Tlingit. |
| Alice Johnstone                               |        | 1925 –              | 2015              | Conservacionista. |
| Carolyn E. Jones                              |        | 1941 –              | 2012              | Defensora de los derechos humanos. |
| Dorothy M. (Knee) Jones                       |        | 1923 –              | 2013              | Antropóloga. |
| Eliza Peter Jones                             |        | 1938–               | 2016              | Lingüista del Koyukon Athabascan. |
| Jewel Jones                                   |        | 1943 –              | 2013              | Líder de salud pública y desarrollo comunitario. |
| Mary Joyce                                    |        | c. 1899 – 1976      | 2013              | Emprendedora y aventurera. |
| Della Keats                                   |        | 1907 – 1986         | 2009              | Curandero de la medicina tradicional Iñupiaq. |
| Louise Kellogg                                |        | 1903 – 2001         | 2012              | Filántropa (beneficiando especialmente a la Universidad de Alaska Pacific), veterana del Cuerpo Femenino del Ejército. |
| Alice Dove (Montgomery) Kull                  |        | 1897 – 1991         | 2015              | Trabajadora social. |
| V. Kay Lahdenpera                             |        | 1936 –              | 2014              | Enfermera de salud pública. |
| Thelma (Perse) Langdon                        |        | 1925 – 2012         | 2013              | Educadora, defensora de la salud mental y cuidado de ancianos. |
| Anne P. Lanier                                |        | 1940–               | 2016              | Investigadora de cáncer. |
| Janie Leask (Gyetm Wilgoosk)                  |        | 1948 –              | 2014              | Expresidenta y CEO de la Federación de Nativos de Alaska. |
| Georgianna Lincoln                            |        | 1943 –              | 2010              | La primera nativa de Alaska en ejercer en el Senado de Alaska. |
| Kay Muriel (Townsend) Linton                  |        | 1933 – 2003         | 2014              | Organizadora y voluntaria. |
| Ethel Lund (Aan Wugeex’)                      |        | 1931 –              | 2010              | Fundadora del Consorcio Regional de Salud de South East Alaska. |
| Wilda Marston                                 |        | 1930 –              | 2009              | Educadora, filántropa. |
| Janet McCabe                                  |        | 1935–               | 2016              | Reformadora y conservacionista del sistema de justicia. |
| Blanche McSmith                               |        | 1920 – 2006         | 2009              | Primera afroamericana en servir en la Legislatura de Alaska. |
| Marie (Nick) Meade (Arnaq)                    |        | 1947 –              | 2015              | Yup'ik elder |
| Leonie von Meusebach–Zesch                    |        | 1882 – 1944         | 2012              | Dentista de principios del siglo XX. |
| Jo Michalski                                  |        | 1947–               | 2016              | Empresaria y filántropa. |
| Emily Morgan                                  |        | 1878 – 1960         | 2013              | Enfermera de salud pública. |
| Lael Morgan                                   |        | 1936 –              | 2011              | Escritora, historiadora y periodista, escribió biografías de Ray Mala y del fundador de Tundra Times, Howard Rock. |
| Lena Morrow Lewis                             |        | 1862 – 1950         | 2009              | Periodista, líder del Partido Socialista de América. |
| Ruth E. Moulton                               |        | 1931 – 2006         | 2013              | Activista comunitaria y educadora. |
| Marge Mullen                                  |        | 1920 –              | 2010              | Historiadora y archivista del Kenai Peninsula College |
| Rie Muñoz                                     |        | 1921 – 2015         | 2009              | Educadora de la Oficina de Asuntos Indígenas, artista de acuarelas y grabados de la vida en Alaska. |
| Lisa Murkowski                                |        | 1957 –              | 2009              | Miembro de la Cámara de Representantes de Alaska, del Senado de los Estados Unidos, ganó la reelección al Senado como candidata por escrito en 2010. |
| Marie (Matsuno) Nash                          |        | 1943 –              | 2013              | Defensora de los derechos humanos. |
| Sadie Neakok                                  |        | 1916 – 2004         | 2009              | Magistrada en Barrow, defensora de los derechos Inuit de Iñupiaq. |
| S. Anne Newell                                |        | 1946 –              | 2013              | Oficial de policía y detective- |
| Jane Vallett Sutherland Niebergall            |        | 1931 –              | 2014              | Defensora de la educación rural. |
| Helen Nienhueser                              |        | 1936 –              | 2010              | Ambientista |
| Katherine Nordale                             |        | 1902 – 1994         | 2009              | Delegada de la Convención Constitucional de Alaska, directorq de correos de Juneau. |
| Ruth Elin Hall Ost                            |        | 1886 – 1953         | 2011              | Misiones y hogares de niños; uno de los fundadores de Elim . |
| Sarah Palin                                   |        | 1964 –              | 2009              | Gobernadora de Alaska, candidata republicana a la vicepresidencia de los Estados Unidos, comentarista de noticias, escritora. |
| Ellen Evak Paneok                             |        | 1959 – 2008         | 2012              | Aviadora |
| Elizabeth Peratrovich                         |        | 1911 – 1958         | 2009              | Derechos civiles. |
| Leah Webster Peterson                         |        | 1908 – 2007         | 2011              | Educadora pionera en la isla de Kodiak. |
| Alice Petrivelli                              |        | 1929–2015           | 2016              | Defensora de las personas Aleut. |
| Ramona Gail (McIver) Phillips                 |        | 1944 –              | 2015              | Altavoz de la Cámara de Alaska y líder de la mayoría. |
| Verna E. Pratt                                |        | 1930 – 2017         | 2014              | Educadora sobre flora nativa. |
| Sisters of Providence                         |        |                     | 2009              | Construcción de hospitales en Nome, Anchorage y Fairbanks |
| Mary Louise Rasmuson                          |        | 1911 – 2012         | 2009              | Coronel del Cuerpo de Mujeres del Ejército; fundadora del Museo de Anchorage. |
| Sharon Richards                               |        | 1941 –              | 2012              | Activista comunitaria en organizaciones sin fines de lucro |
| Martha M. Roderick                            |        | 1931 – 2008         | 2011              | Educadora, presidenta de la Junta Escolar de Anchorage. |
| Irene Sparks Rowan                            |        | 1941 –              | 2012              | Abogada y organizadora líder en la Ley de Arreglo de Reclamaciones de los Nativos de Alaska. |
| Lisa Howell Starr Rudd                        |        | 1933 – 1985         | 2012              | Presentó a la Cámara de Representantes de Alaska, un proyecto de ley patrocinado para crear la Comisión de Alaska sobre el Estatuto de la Mujer, cuando estaba ejerciendo como miembro del gabinete del gobernador Bill Sheffield en el momento de su muerte.                                                                                        |
| Shirley Mae Staten                            |        | 1946–               | 2016              | Intérprete, educadora y activista cultural. |
| Susan L. Ruddy                                |        | 1941 –              | 2012              | Fundadora del capítulo de Alaska of the Nature Conservancy- |
| Irene Ryan                                    |        | 1909 – 1997         | 2009              | Senadora del estado de Alaska, Cámara de Representantes Territoria. |
| Grace Berg Schaible                           |        | 1925 –              | 2009              | Primera mujer fiscal general de Alaska. |
| Ruth Anne Marie Schmidt                       |        | 1916 – 2014         | 2015              | Geóloga. |
| Jo Ryman Scott                                |        | 1929 –              | 2010              | Educadora. Fundadora y directora en el año 2009 del Fairbanks Summer Arts Festival |
| Nell Scott                                    |        | ca. 1901 – ?        | 2009              | Cámara de Representantes del Territorio de Alaska, la primera mujer en servir en la legislatura territorial. |
| Lidia Selkregg                                |        | 1920 – 1999         | 2009              | Geóloga que fue una planificadora estatal sobre el uso de la tierra, el Gran Anchorage Area Borough y Anchorage Municipal Assemblies. |
| Natalya Shelikof                              |        | 1762 – ?            | 2009              | La primera mujer blanca que vivió en Alaska, cofundadora de la primera estructura del gobierno en la isla Kodiak, ayudó a llevar la Iglesia Ortodoxa Rusa a Alaska |
| Ann Mary (Cherrington) Stevens                |        | 1929 – 1978         | 2015              | Activista comunitaria. |
| Barbara Sweetland Smith                       |        | 1936 – 2013         | 2014              | Erudita rusa. |
| Hannah Paul Solomon                           |        | 1908 – 2011         | 2012              | Anciana matriarcal del pueblo de Athabascan; primera mujer alcaldesa de Fort Yukon . |
| Arliss Sturgulewski                           |        | 1927 –              | 2009              | Senadora del estado de Alaska, dos veces candidata republicana a gobernadora. |
| Clare Swan                                    |        | 1931 –              | 2011              | Defensora de los derechos de pesca de la tribu indígena de Kenaitze. |
| Dora Sweeney                                  |        | 1907 – 2001         | 2009              | Delegada de la Convención Constitucional de Alaska, legislaturas estatales y territoriales. |
| Nancy Sydnam                                  |        | 1929–               | 2016              | Médica, piloto y entrenadora de perros. |
| Francine Conat Lastufka Taylor                |        | 1937 –              | 2014              | Abogado y conservador de las artes, la historia y la cultura de Alaska. |
| Mary Taylor "Tay" Pryor Thomas                |        | 1927 – 2014         | 2010              | Periodista, escritora. |
| Peg Tileston                                  |        | 1931 –              | 2010              | Conservacionista. |
| Elizabeth Ann "Betsy" Tower                   |        | 1926 – 2010         | 2010              | Médica de salud pública, autora, historiadora. |
| Fran Ulmer                                    |        | 1947 –              | 2009              | Alcalde de Juneau, Cámara de Representantes de Alaska, Vicegobernadora de Alaska, Cancillera de la Universidad de Alaska Anchorage; primera mujer elegida para ocupar un cargo estatal en Alaska en 1994. |
| Pauline Utter                                 |        | 1942 – 2005         | 2012              | Defensora de los derechos de las mujeres. |
| Elvera Voth                                   |        | 1923 –              | 2015              | Director de orquesta coral. |
| Helen Stoddard Whaley                         |        | 1924 – 1971         | 2011              | Pediatra y cuidado de los niños. |
| Rosita Worl                                   |        | 1938 –              | 2012              | Defensora de las culturas nativas de Alaska. |
| Ada Wien                                      |        | 1907 – 1984         | 2009              | Personal del juez Gudbrand J. Lomen de la corte territorial de los Estados Unidos, delegada en la Convención Constitucional de Alaska. |
| Caroline Wohlforth                            |        | 1932 – 2011         | 2011              | Educadora, influyente en comenzar transmisiones públicas en Anchorage. |
| Patricia B. Wolf                              |        | 1940–               | 2011              | Directora de museo. |
| Gertrude M. Wolfe                             |        | 1933 – 2007         | 2014              | Activista comunitaria activa en el cuidado de la salud y la educación. |
| Virginia "Ginny" Hill Wood                    |        | 1917 – 2013         | 2010              | Conservacionista, Alaska Conservation Foundation. |
| Esther Wunnicke                               |        | 1922 – 2013         | 2009              | Defensora de los recursos y derechos de tierras nativas, también trabajó en el gabinete del Gobernador Sheffield como comisionada del Departamento de Recursos Naturales de Alaska. |